# Historische ecologie
De historische ecologie is de wetenschap die zich bezighoudt met de samenstelling van flora en fauna in het verleden. De wetenschap heeft sterke methodische verbanden met de archeologie, paleobotanie, ecologie en historische geografie. Samen met enkele andere historisch-ruimtelijke verbanden maakt het deel uit van de interdisciplinaire wetenschap der cultuurhistorie en van het bredere wetenschapsveld van de ecologische geschiedenis. Theo Spek, hoogleraar historische ecologie, definieerde het vakgebied bij zijn oratie op 13 maart 2012 als de gezamenlijke studie door landschapshistorici en ecologen van de natuurlijke en halfnatuurlijke systemen uit het verleden.
Alhoewel bij natuurontwikkeling vaak wordt aangegeven dat men teruggrijpt op historische natuurlandschappen of oernatuur, wordt daadwerkelijk onderzoek naar de historische ontwikkeling van de plaatselijke vegetatie zelden verricht. Wanneer dat wel wordt gedaan, komen vaak verrassende resultaten tevoorschijn. In tegenstelling tot wat in de bossen die tegenwoordig als oernatuur worden beschouwd te zien is, kwamen in het verleden in loofbossen veel lindebomen voor. Ook komt uit het onderzoek vaak naar voren dat de mens reeds duizenden jaren een beslissende invloed op de natuur heeft, en de natuur ook daarvóór al dynamisch was. Zo laat een onderzoek naar het verdwenen Berlewalde zien dat er in de hogere delen van de Nederlandse zandgebieden al minstens 2000 jaar geen sprake meer is van grote arealen oerbos.